# 關西高速鐵道
關西高速鐵道株式會社（日语：／ Kansai Rapid Railway Co.,Ltd. */?），簡稱關西高速鐵道，是一家由西日本旅客鐵道、住友電氣工業、南海電氣鐵道、青木朝郎建設、森本組、臨海日產建設公司等及大阪府、大阪市、兵庫縣、尼崎市所合組的第三部門鐵路公司、第三種鐵道事業公司。

## 路線列表
關西高速鐵道僅持有下列路線，沒有營運列車，為第3種鐵道事業者。以下路線全部都由第2種鐵道事業者營運列車。
| 路線記號 | 中文線名 | 日文線名 | 第2種鐵道事業者             | 起點           | 終點           | 距離（公里） |
| -------- | -------- | -------- | --------------------------- | -------------- | -------------- | ------------ |
| H        | JR東西線 |          | 西日本旅客鐵道              | 京橋（JR-H41） | 尼崎（JR-H49） | 12.5         |
|          | 浪速筋線 |          | 西日本旅客鐵道 南海電氣鐵道 | 大阪           | JR難波 新今宮  | 7.2          |

## 外部連結
- 關西高速鐵道道 （日文） （页面存档备份，存于）

Template:JR西日本
Template:南海集團